# Tullnau
Tullnau ist ein Stadtteil der kreisfreien Stadt Nürnberg und der Name des statistischen Bezirks 28. Der Bezirk Tullnau zählte am 31. Dezember 1997 insgesamt 3.834 Einwohner.

## Lage
Tullnau liegt im Osten Nürnbergs zwischen Veilhof, St. Jobst, Mögeldorf, Zerzabelshof, Gleißhammer, Weichselgarten, Ludwigsfeld, der Marienvorstadt und Wöhrd. Man verbindet mit der Tullnau den Bereich des Weihers. Der Stadtteil ist vom Wöhrder See im Norden, von der Tullnaustraße und dem ehemaligen Areal der Bayerischen  Milchversorgung im Westen sowie den Gleiskörpern der Bahnlinien nach Lauf / Hersbruck links und rechts der Pegnitz im Süden und Osten begrenzt. Der Stadtteil umfasst folgende Straßen: Am Pulversee, Am Tullnaupark, Arminiusstr., Cimbernstr., Kressengartenstr., Milchhofstr.,  Norikerstr., Ostendstr., Teutonenstr., Tullnaustr. und Wöhrder Wiesenweg.

## Geschichte
Tullnau war ursprünglich ein Flurgebiet. Mitte des 14. Jahrhunderts wurde der Goldbach aufgestaut, wodurch ein Weiher auf diesem Flurgebiet entstand. Dieser diente zur Betreibung einer Mühle. 1465 wurde erstmals eine Mühle mit Hammerwerk erwähnt, die den Nürnberger Patriziern Nützel unterstand. Ab 1502 wurde sie als Papiermühle genutzt.
Gegen Ende des 18. Jahrhunderts gab es in Tullnau 3 Anwesen (1 Herrenhaus, 1 Papiermühle, 1 Haus). Das Hochgericht übte die Reichsstadt Nürnberg aus, was von den brandenburg-ansbachischen Ämtern Schwabach und Schönberg bestritten wurde. Alleiniger Grundherr war das Amt der Vesten der Reichsstadt Nürnberg.
Im Rahmen des Gemeindeedikts wurde Tullnau dem 1808 gebildeten Steuerdistrikt Gleißhammer und der im selben Jahr gegründeten Ruralgemeinde Gleißhammer zugeordnet. 1899 wurde Tullnau nach Nürnberg eingemeindet. Während des Zweiten Weltkriegs wurde die Mühle mit zugehöriger Gaststätte zerstört.

### Einwohnerentwicklung
| Jahr      | 001818 | 001824 | 001840 | 001861 | 001871 | 001885 |
| Einwohner | 27     | 25     | 48     | 15     | 26     | 382    |
| Häuser    | 3      | 3      | 3      |        |        | 19     |
| Quelle    | [ 8 ]  | [ 6 ]  | [ 9 ]  | [ 10 ] | [ 11 ] | [ 12 ] |

## Baudenkmäler
- Arminiusstraße 1: Wohnhaus
- Kressengartenstr. 2: Milchhof Nürnberg
- Ostendstraße 28: Terrassenanlage mit Pergola
- Teutonenstraße 43, 45: Zweiteilige Villengruppe
- Kraftwerk Tullnau (steht nicht auf der Denkmalliste, aber wurde denkmalgerecht saniert)

## Religion
Der Ort ist seit der Reformation überwiegend protestantisch. Die Einwohner evangelisch-lutherischer Konfession sind nach St. Peter (Nürnberg) gepfarrt, die römisch-katholischen Einwohner sind nach St. Kunigund (Nürnberg) gepfarrt.

## Haltepunkt Nürnberg-Dürrenhof
Der Haltepunkt Nürnberg-Dürrenhof ist ein S-Bahn-Haltepunkt in Nürnberg und Bahnhofsteil des Nürnberger Hauptbahnhofs. Er liegt an den Bahnstrecken Nürnberg–Feucht und Nürnberg–Irrenlohe und befindet sich zwischen den Stadtteilen Gleißbühl/Tullnau im Norden und St. Peter im Süden. Er verfügt über einen 147 m langen und 96 cm hohen Mittelbahnsteig. Bedient wird der Haltepunkt durch die S-Bahn-Linien S2 (Roth – Nürnberg – Hartmannshof) und S3 (Nürnberg – Altdorf), außerdem bestehen Umsteigemöglichkeiten zu den Straßenbahnlinien 5 und 11 sowie zu den Stadtbuslinien 36 und 94.

### Geschichte
Eröffnet wurde der Haltepunkt am 29. September 1990 von der Deutschen Bundesbahn. Gründe für seinen Bau waren das prognostizierte Fahrgastaufkommen und die vorgesehene Verknüpfung der Linie S1 mit der damals im Bau befindlichen Linie S2, da die beiden Linien zwischen Hauptbahnhof und der kreuzungsfreien Streckentrennung östlich der Station in Richtung Feucht bzw. Lauf – Schwandorf auf einer gemeinsamen Stammstrecke verkehren.

### Verbindungsübersicht
Die S-Bahn-Linien S 2 (Roth – Nürnberg – Hartmannshof) und die S 3 (Nürnberg – Altdorf) bedienen Dürrenhof jeweils im 20-Minuten-Takt mit den Triebfahrzeugen der DB-Baureihen 1440 (Alstom Coradia Continental)  bzw. 442 (Bombardier Talent 2).
| Linie | Strecke | Taktfrequenz                                                                                                  | Fahrzeugmaterial  |
| ----- | --- | --- | ----------------- |
| S2    | Roth – Büchenbach – Rednitzhembach – Schwabach – Schwabach-Limbach – Katzwang – Reichelsdorfer Keller – Nürnberg-Reichelsdorf – Nürnberg-Eibach – Nürnberg-Sandreuth – Nürnberg-Steinbühl – Nürnberg Hbf – Nürnberg-Dürrenhof – Nürnberg Ostring – Nürnberg-Mögeldorf – Nürnberg-Rehhof – Nürnberg-Laufamholz – Schwaig – Röthenbach (Pegnitz) – Röthenbach-Steinberg – Röthenbach-Seespitze – Lauf West – Lauf (links Pegnitz) – Ottensoos – Henfenfeld – Hersbruck (links Pegnitz) – Happurg – Pommelsbrunn – Hartmannshof Stand: Fahrplanwechsel Dezember 2023 | 20/40 min (Roth–Schwabach) 20 min (Schwabach–Lauf) 20/40 min (Lauf–Hersbruck) 60 min (Hersbruck–Hartmannshof) | DB 442 (Talent 2) |
| S3    | Nürnberg Hbf – Nürnberg-Dürrenhof – Nürnberg-Gleißhammer – Nürnberg-Dutzendteich – Nürnberg Frankenstadion – Fischbach (Nürnberg) – Feucht – Feucht-Moosbach – Winkelhaid – Ludersheim – Altdorf West – Altdorf Stand: Fahrplanwechsel Dezember 2023 | 20/40 min 20 min (HVZ und Nürnberg–Feucht montags–freitags tagsüber)                                          | DB 442 (Talent 2) |

Umsteigemöglichkeiten
| Linie               | Strecke | Taktfrequenz                               |
| ------------------- | --- | ------------------------------------------ |
| Straßenbahnlinie 5  | Tiergarten – Siedlerstraße – Balthasar-Neumann-Straße – Mögeldorf – Lechnerstraße – Business Tower – Marthastraße – Norikerstraße – Dürrenhof – Marientunnel – Hauptbahnhof – Celtisplatz – Aufseßplatz – Christuskirche – Humboldtstraße – Schuckertstraße – Siemensstraße – Lothringer Straße – Frankenstraße – Trafowerk – Am Rangierbahnhof – Finkenbrunn – Südfriedhof – Saarbrückener Straße – Worzeldorfer Straße Stand: Fahrplanwechsel Dezember 2023 | 10 min (werktags) 20 min (sonn-/feiertags) |
| Straßenbahnlinie 11 | Tiergarten – Siedlerstraße – Balthasar-Neumann-Straße – Mögeldorf – Lechnerstraße – Business Tower – Marthastraße – Norikerstraße – Dürrenhof – Marientunnel – Hauptbahnhof – Celtisplatz – Aufseßplatz – Christuskirche – Heynestraße – Brehmstraße – Alemannenstraße – Dianaplatz – Gibitzenhof Stand: Fahrplanwechsel Dezember 2023 | 10 min (werktags) 20 min (sonn-/feiertags) |

### Bilder

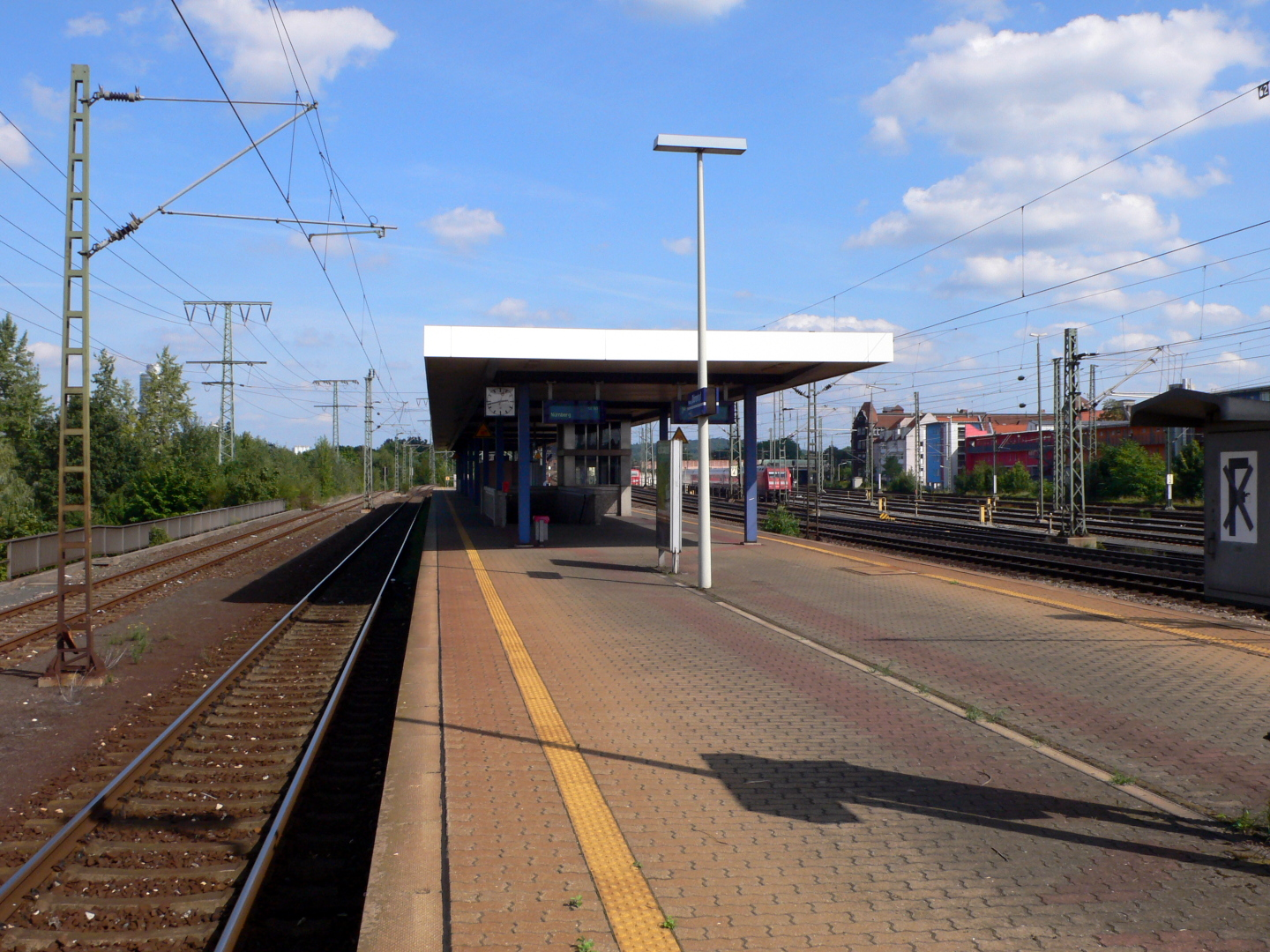
Bahnsteig mit Blick stadtauswärts